# Мозамбикское течение
Мозамбикское течение — тёплое поверхностное течение в Мозамбикском проливе, в западной части Индийского океана; ветвь Южного Пассатного течения. Направлено на юг, вдоль берегов Африки, где переходит в Течение мыса Игольного.
Скорость до 2,8 км/ч (в период с ноября по апрель). Среднегодовая температура воды на поверхности до 25 °C. Солёность 35 ‰.